# Eguilaye
Eguilaye est un village du Sénégal situé en Basse-Casamance. Il fait partie de la communauté rurale de Tenghory, dans l'arrondissement de Tenghory, le département de Bignona et la région de Ziguinchor.
Lors du dernier recensement (2002), la localité comptait 580 habitants, répartis en 81 ménages.